# Перелом дистальної фаланги
Переломи дистальної фаланги (включно з переломами пу́чка) — це переломи кістки на кінчику пальця. Основні симптоми: біль і набряк кінчика пальця. Також часто спостерігаються крововилив під нігтем або розрив нігтьового ложа. Можливі ускладнення: деформація нігтя або інфекційне захворювання кістки.
Зазвичай найпоширенішою причиною є травма внаслідок здавлення. Цей тип належить до переломів пальців. Діагноз встановлюють за допомогою рентгенографії. Існують різні типи переломів: поперечні, поздовжні й уламкові. Молоткоподібна деформація пальця та переломи Сеймура потребують особливого лікування.
Переломи з неушкодженим шкірним покривом стандартно лікують бинтуванням до сусіднього пальця або накладанням шини на кілька тижнів. Крововилив під нігтем зазвичай усувають шляхом створення отвору в нігтьовій пластині. Якщо кістки зміщені, може знадобитися репозиція. Якщо уражено понад 30% суглоба, перелом нестабільний або відкритий, можуть знадобитися додаткові лікувальні заходи. Профілактичне застосування антибіотиків у разі відкритого перелому, як правило, не потребується.
Переломи дистальної фаланги — одні з найпоширеніших серед переломів кисті. Вони частіше трапляються в чоловіків, ніж у жінок. Оніміння, підвищена чутливість, зокрема до холоду, можуть зберігатися кілька місяців.